# ƻ
ƻ - symbol fonetyczny wykorzystywany dawniej w międzynarodowym alfabecie fonetycznym (MAF).

## Zastosowanie
W międzynarodowym alfabecie fonetycznym znak ƻ był wykorzystywany do zapisu spółgłoski zwarto-szczelinowej dziąsłowej dźwięcznej. Rzadko wykorzystywany, został wycofany z MAF w roku 1976 na rzecz dwuznaku [ʣ].

## Kodowanie
W Unicode litera jest kodowana w sposób następujący :
| Znak                   | ƻ                            | ƻ                            |
| ---------------------- | ---------------------------- | ---------------------------- |
| Nazwa w Unikodzie      | Latin Letter Two with Stroke | Latin Letter Two with Stroke |
| Kodowanie              | dziesiątkowo                 | szesnastkowo                 |
| Unicode                | 443                          | U+01BB                       |
| UTF-8                  | 198 187                      | c6 bb                        |
| Odwołania znakowe SGML | &#443;                       | &#x01BB;                     |